# Akragas
Akragas var en stamfader i grekisk mytologi. Han var son till guden Zeus och okeaniden Asterope. Han grundade staden Akragas (idag Agrigento) och uppkallade den efter sig själv.